# Карабаев, Тишебай
Тишебай Карабаев (1920—1953) — красноармеец Рабоче-крестьянской Красной Армии, участник Великой Отечественной войны, Герой Советского Союза (1945), указ о награждении отменён в 1952 году.

## Биография
Тишебай Карабаев родился в 1920 году. 1 мая 1942 года он был призван на службу в Рабоче-крестьянскую Красную Армию Учкурганским районным военным комиссариатом Узбекской ССР. С 15 июня 1942 года — на фронтах Великой Отечественной войны, был стрелком 375-го стрелкового полка 219-й стрелковой дивизии. Отличился во время боёв летом 1944 года.
10 июля 1944 года, при прорыве обороны немецких войск, находясь в составе взвода под командованием старшего сержанта Ахметгалина, Карабаев первым поднялся в атаку, перешёл через спирали Бруно, трёхрядное проволочное заграждение, и в числе первых ворвался в траншеи противника. В завязавшейся рукопашной схватке Карабаев убил двух немецких солдат. В бою взвод захватил 2 пулемёта. Преследуя отступающие немецкие подразделения, взвод вышел ко второй линии обороны в районе деревни Сафоново. 14 июля 1944 года взвод ворвался в траншеи противника. В бою взвод уничтожил группу из 50 немецких солдат и офицеров, 18 из них взял в плен. Карабаев лично уничтожил 4 солдат противника и 2 захватил в плен. 19 июля в сражении за местечко Рунданы взвод Ахметгалина попал в окружение противника численностью до батальона. В течение суток 11 человек, в числе которых был и Карабаев, вели бой с превосходящими силами немецких подразделений. В бою Карабаев был несколько раз ранен. После окончания боя он был признан погибшим и посмертно представлен к званию Героя Советского Союза. На самом деле Карабаев сдался в плен.  и в декабре 1944 года поступил добровольцем в Туркестанский полк СС, служил охранником в Италии.
Указом Президиума Верховного Совета СССР от 24 марта 1945 года красноармеец Тишебай Карабаев был посмертно удостоен высокого звания Героя Советского Союза с вручением ордена Ленина и медали «Золотая Звезда».
В 1951 году вернулся в СССР. Через год его опознали и арестовали, а 28 июня 1952 года указ о награждении Карабаева был отменён.